# Nice-Matin
Die Gruppe Nice-matin (S.A.P.O. Nice-Matin) ist der Herausgeber einiger wichtiger südfranzösischer Zeitungen. Eigentümer der Gruppe ist der Verlagskonzern Groupe Hersant Média, welcher zahlreiche weitere Regionalzeitungen in Frankreich und seinen französischen Überseegebieten betreibt.

## Erscheinungsform
Der wichtigste und bekannteste Titel der Gruppe ist die gleichnamige Tageszeitung Nice-Matin. Var-Matin ist ein regionaler Ableger. An Corse-Matin besteht eine Beteiligung. Seit 2006 werden die Zeitungen im Tabloid-Format gestaltet.
Die drei Titel erscheinen täglich, Nice-Matin und Var-Matin enthalten fast täglich Beilagen:
- montags Sports und L’éco,
- dienstags L’immobilier (ein Immobilienanzeigeblatt),
- mittwochs JV le magazine des loisirs,
- freitags Annonces (ein Anzeigenblatt),
- samstags TV Hebdo (eine Fernsehzeitschrift) und
- sonntags Version Femina (ein Frauenmagazin), Santé und Sports.

Corse-Matin enthält hingegen nur montags und sonntags das Magazin Sports, freitags La Corse votre hebdo und samstags TV Hebdo (Programmzeitschrift) sowie Version Femina.
Eine eigene Lokalausgabe von Nice-Matin deckt das Fürstentum Monaco ab.

## Mitarbeiter
- Redaktion: 788
- Werbung: 100
- Vertrieb: 253
- Audiovisuell: 11
- Edition: 5

Insgesamt 1168 Mitarbeiter, davon 320 Journalisten, und 2000 freie Autoren

## Verbreitung
Es gibt circa 2000 Verkaufsstellen. Verkauft werden täglich 280.000 bis 400.000 Exemplare, davon fallen etwa 114.000 auf Nice-Matin. Die Zeitungen erreichen täglich etwa 838.000 Personen.

## Werbung
- 180.000 kommerzielle Anzeigen im Jahr
- 750.000 Kleinanzeigen
- 32.000 Geschäftskunden